# Вільгельм Йордан
Вільгельм Йордан (нім. Wilhelm Jordan; 1 березня 1841, Ельванген — 17 квітня 1899, Ганновер) — німецький геодезист.

## Біографія
У 1868 році був призначений професором геодезії в Політехнікумі в Карлсруе.
У 1873—1874 роках брав участь в експедиції Гергарда Рольфса, який досліджував Лівійську пустелю; за підсумками опублікував працю «Фізична географія та метеорологія Лівійської пустелі» (нім. Physische Geographie und Meteorologie der Libyschen Wüste; Кассель, 1876).
З 1873 року — співредактор періодичного видання з геодезії «Zeitschrift für Vermessungswesen». Опублікував також монографію «Німецька геодезія» (нім. Das deutsche Vermessungswesen; Штутгарт, 1880, разом із Карлом Штеппесом), «Довідник з геодезії» (нім. Handbuch der Vermessungskunde; 4 вид., Штутгарт, 1893) та інші.
З 1881 року — професор Ганноверської вищої технічної школи.
Займався також і математикою — в цій області відомий модифікацією методу Гауса, що отримала назву метод Гаусса — Йордана (часто невірно називають методом Гауса — Жордана).